# Top Gear
Top Gear – brytyjski magazyn motoryzacyjny produkowany przez telewizję BBC UK.

## Historia
Jego nadawanie rozpoczęto w 1977 roku, początkowo prowadziła go znana prezenterka BBC Angela Rippon. Program zaczynał jako typowy informacyjny magazyn motoryzacyjny, prezentujący nowe modele samochodów i inne zagadnienia związane z motoryzacją, jak bezpieczeństwo na drodze. Wielki wzrost oglądalności Top Gear nastąpił na początku lat 90., kiedy program zaczął prowadzić Jeremy Clarkson zmieniając profil na niestroniący od kontrowersji magazyn z elementami show dla miłośników samochodów, akcentujący również emocje i przyjemność z prowadzenia pojazdów. Obok Jeremy'ego Clarksona, program prowadzili wówczas Quentin Willson i kierowcy wyścigowi Tiff Needell oraz Vicki Butler-Henderson.
Pomimo nadal pojawiających się krytycznych opinii nt. profilu programu, Clarkson prezentując swoją samochodową pasję, do dziś jest wierny idei poruszania emocji widzów, m.in. poprzez kontrowersyjne poglądy i pomysły, w tym otwartą polemikę z przepisami i ludźmi odbierającymi przyjemność płynącą z jazdy nieżyciowymi, jego zdaniem, ograniczeniami i przepisami. Nie tylko wśród widzów jest znany z prowokacyjnie antyekologicznych wypowiedzi i ogólnego stylu prowadzenia, który można by scharakteryzować jako "bunt przeciw wszelkim formom rozdmuchanej poprawności politycznej".
Program, cieszący się sporą rzeszą wielbicieli i wiernych widzów, stał się wpływowy i opiniotwórczy na rynku motoryzacyjnym m.in. dzięki formule bezkompromisowego prezentowania poglądów, również na temat konkretnych modeli samochodów.
Po odejściu Clarksona, próbującego rozwijać własną karierę telewizyjną, show nieco stonowało swój bezkompromisowy obraz. Jego sukces sprawił, że w połowie lat 90. inne brytyjskie programy motoryzacyjne zaczęły imitować jego format (jak Driven lub Pulling Power). Jednakże bez telewizyjnej osobowości Clarksona widownia programu spadła z 6 do poniżej 3 milionów. W 2001 BBC zdecydowała zakończyć program, w następstwie czego jego prezenterzy przeszli do brytyjskiego kanału 5 telewizji, prowadząc tam program 5th Gear.

## Wersja 1977 – 2001
Program ten został wymyślony przez Dereka Smitha, który zaproponował BBC Midlands koncepcję telewizyjnego miesięcznika w formacie magazynu o nowych samochodach, bezpieczeństwie na drodze i innych tematach z udziałem prezenterów. Do 1980 sukces programu sprawił, że stał się podstawą ramówki BBC Two, zlecając dwie serie rocznie - wiosenną (marzec) i jesienną (wrzesień). Po drugim sezonie program zmienił zarządcę prezenterów na Noela Edmondsa. W 1999 po odejściu Clarksona program uległ spadkowi oglądalności. W 2001 BBC anulowało program.

## Wersja od 2002

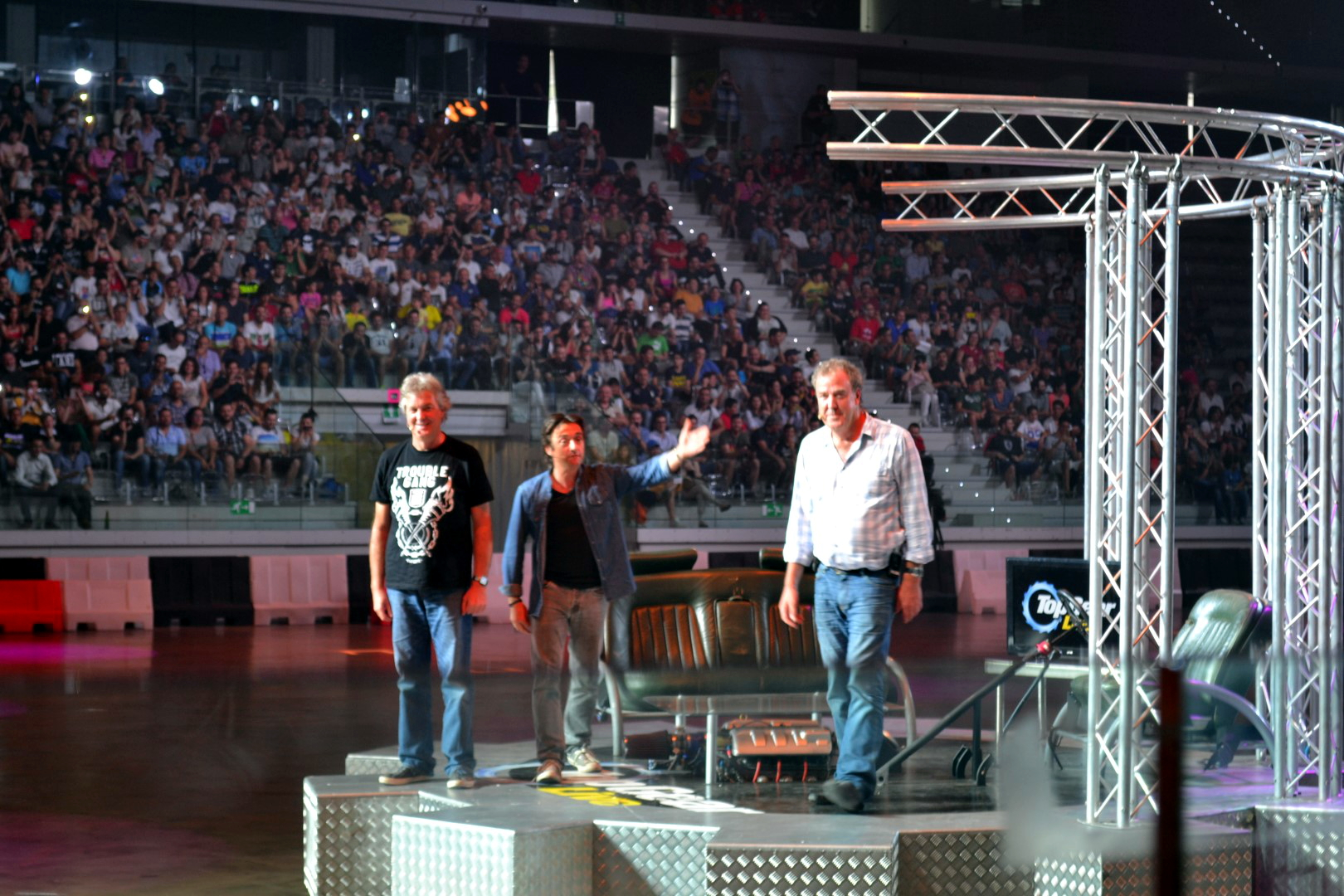
Jeremy Clarkson, Richard Hammond i James May podczas Top Gear Live

Top Gear powrócił na antenę BBC w 2002 roku po tym jak Jeremy Clarkson z producentem Andy Wilmanem opracowali nowy format programu. Prezenterami zostali Jeremy Clarkson, Richard Hammond i Jason Dawe, którego w 2003 roku zastąpił James May. Po zakończeniu współpracy z Jeremym Clarksonem, Richardem Hammondem i Jamesem Mayem w 2015 roku, prezenterami zostali Chris Evans, Matt LeBlanc, Sabine Schmitz, Chris Harris, Rory Reid i Eddie Jordan. 23 sezon miał premierę 29 maja w BBC Brit i ma 6 odcinków. 4 lipca 2016 roku Chris Evans ogłosił swoje odejście z programu. Program jest realizowany w studiu w Dunsfold Park w Surrey z udziałem stojącej wokół prezenterów publiczności.

### Lista odcinków
Dotychczas wyemitowanych zostało 181 odcinków w 23 seriach, w tym 11 odcinków specjalnych. 

### Gwiazda w samochodzie za rozsądną cenę
Stałym elementem programu była rozmowa Clarksona z zaproszonym znanym gościem na temat jego samochodów. W konkurencji "Gwiazda w samochodzie za rozsądną cenę" (Star in a Reasonably Priced Car) goście ci próbowali swoich sił w okrążeniu toru wyścigowego na lokalnym lotnisku, kolejno samochodami Suzuki Liana, Chevrolet Lacetti i Kia Ceed oraz Vauxhall Astra, a ich wyniki wędrowały do rankingu. Od 23 sezonu tor został rozbudowany a zaproszeni goście wykonują okrążenie w stylu rallycross samochodem Mini Cooper Rallycross.

### Power Laps
Ranking tworzą również wyniki supersamochodów, testowanych na torze przez mającego pozostawać anonimowym, kierowcę wyścigowego o pseudonimie Stig, co ma wokół niego tworzyć aurę tajemniczości i niesamowitości. W jego rolę w pierwszych dwóch sezonach programu wcielał się kierowca wyścigowy Perry McCarthy. Tożsamość drugiego Stiga została ujawniona przez niego samego w 2010 roku. Jak się okazało, "białym Stigiem" był Ben Collins. Z powodu ujawnienia BBC postanowiło w ekspresowym tempie rozwiązać z nim kontrakt. Trzeci Stig ponownie występuje w białym kombinezonie.
Stałą częścią programu jest również poddawanie samochodów wymyślnym i niespotykanym nigdzie indziej testom.

### Samochód roku
Na koniec każdej jesiennej serii gospodarze wybierali samochód roku.
| Rok  | Samochód                              |
| ---- | ------------------------------------- |
| 2002 | Range Rover                           |
| 2003 | Rolls-Royce Phantom                   |
| 2004 | Volkswagen Golf GTI                   |
| 2005 | Bugatti Veyron                        |
| 2006 | Lamborghini Gallardo Spyder           |
| 2007 | Ford Mondeo lub Subaru Legacy Outback |
| 2008 | Caterham R500                         |
| 2009 | Lamborghini Gallardo Balboni          |
| 2010 | Citroën DS3                           |
| 2011 | Range Rover Evoque                    |
| 2012 | Toyota GT86                           |
| 2013 | Ford Fiesta ST                        |
| 2014 | BMW i8                                |

### Samochód dekady
W ostatnim odcinku 14 serii (wyemitowanym 3 stycznia 2010 roku), podczas ceremonii Top Gear Awards, Clarkson zdecydował, aby pod koniec każdej dekady ogłaszać "Samochód dekady". Jeremy skomentował, że Bugatti Veyron jest jedynym samochodem, który jest warty tej nagrody.
| Lata      | Samochód       |
| --------- | -------------- |
| 2000–2009 | Bugatti Veyron |

## Wypadek Richarda Hammonda
Podczas nagrywania materiału do Top Gear, 20 września 2006 Richard Hammond odniósł poważne obrażenia w wypadku samochodu o napędzie odrzutowym. W bolidzie przy prędkości ok. 463 km/h (288 mil na godzinę) pękła przednia prawa opona. W rezultacie pojazd wypadł z toru, kilkakrotnie koziołkował, by na koniec zaryć się w murawie. Gdy ratownicy dotarli do prezentera był on nieprzytomny, odzyskał jednak przytomność w oczekiwaniu na transport. Hammond niezwłocznie został zabrany do szpitala w Leeds na OIOM, gdzie stwierdzono u niego między innymi uraz mózgu. Mimo początkowych obaw, stan prezentera szybko się poprawiał. Richard już w 30 godzin po wypadku chodził o własnych siłach i już w tydzień po wypadku przetransportowano go do szpitala w Gloucestershire, bliżej jego domu. Opiekujący się nim neurolog ocenił okres całkowitego powrotu do zdrowia na około sześć miesięcy.
Po wypadku Hammonda telewizja BBC wstrzymała kręcenie nowych odcinków Top Gear. Producenci 5 października wznowili jednak kręcenie programu bez udziału Hammonda. 28 stycznia 2007, w pierwszym odcinku nowej serii programu Top Gear, Richard Hammond poprowadził go wraz ze swoimi kolegami. Po zaprezentowaniu nagrania z wypadku Richard poprosił ich, aby nigdy więcej nie wspominano o tym zdarzeniu w programie, do czego obydwaj obiecali się zastosować.

## Wypadek Jeremy'ego Clarksona
Podczas kręcenia kolejnego odcinka do 12. serii programu Top Gear Clarkson miał wypadek. Celowo uderzył ciężarówką w mur przy prędkości 90 km/h, podczas jednego z zadań przygotowanych przez producentów programu. Prezenter odniósł szereg obrażeń: potłukł obie nogi, rękę i plecy, oraz zmiażdżył palec wskazujący prawej ręki.
Komentarz Clarksona odnośnie do jego stanu: "Mój prawy palec wyglądał jak grillowana kiełbaska, lewy piszczel był większy niż udo, a po plecach jakby przejechał kafar do wbijania pali".
Zdaniem Clarksona zderzenie, które spowodowało te urazy, było jego pierwszym poważnym wypadkiem od 31 lat.

## Edycje krajowe

### Australia
19 listopada 2007 australijska stacja SBS ogłosiła, że wykupiła prawa do produkcji ich własnej edycji programu Top Gear. W maju 2008 stacja SBS potwierdziła, że prezenterami australijskiej edycji Top Gear będą Charlie Cox, Warren Brown, Steve Pizzati i lokalny "kuzyn" Stiga.
Emisja w pierwszym sezonie rozpoczęła się 29 września 2008 roku i składała się z ośmiu odcinków. W tym sezonie przetestowane zostały takie maszyny jak Lamborghini Gallardo LP560-4, Audi R8 czy Nissan GT-R.
Emisja w drugim sezonie rozpoczęła się 11 maja 2009 roku. 19 grudnia 2008 ogłoszono, że Charlie Cox nie będzie prezenterem w drugim sezonie Top Gear Australia i zastąpi go australijski muzyk James Morrison.
24 października 2009 roku potwierdzono, że Top Gear Australia przechodzi z SBS do Nine Network. 21 czerwca 2010 roku zatrudniono dwóch nowych prezenterów programu. Ze starej wersji pozostał Steve Pizzati, a nowymi prezenterami zostali Shane Jacobson oraz Ewen Page.
15 września 2011, producenci programu całkowicie anulowali emisje 4 sezonu Top Gear Australia. Powodem była drastycznie spadająca oglądalność programu.

### USA
Pierwotnie amerykańską edycję programu miała tworzyć stacja NBC. 21 kwietnia 2010 potwierdzono, że amerykańską edycję programu Top Gear wyprodukuje History. Prezenterami programu zostali Tanner Foust, Adam Ferrara i Rutledge Wood.

### Chiny
7 lutego 2011, pojawiły się pierwsze plotki, jakoby powstała chińska edycja programu Top Gear. Niecały miesiąc później, zostały potwierdzone informacje na ten temat. Realizacją programu zajęła się chińska stacja telewizyjna CCTV, a program został objęty cenzurą dlatego też jest emitowany po północy. 28 maja 2011, został wyemitowany pierwszy odcinek programu. Prezenterzy testowali w nim BMW M3 Tiger Edition i zaprosili gościa, który zrobił okrążenie w wozie za rozsądną cenę. Wozem za rozsądną cenę został Faw Besturn.

### Korea
Pod koniec czerwca 2011 roku zapowiedziano stworzenie koreańskiej wersji programu. Produkcją i emisją zajęła się telewizja XTM. Prezenterami zostali kierowca wyścigowy Kim Jin-pyo, entuzjasta samochodów i motorów Kim Kap-soo oraz kierowca wyścigowy Yeon Jung-hoon. Pierwszy z 13 odcinków pierwszej serii został wyemitowany 20 sierpnia 2011 roku.